# Gun Andersson
Gun Margareta Andersson, född 6 augusti 1941 i Stockholm, är en svensk verkställande direktör och managementkonsult.
Andersson, som har studerat juridik, ekonomi, personal och organisation, har arbetat vid länsstyrelserna i Gävle och Västerås, länsstyrelsens organisationsnämnd i Stockholm, PRB gruppen AB i Stockholm samt Statstjänstemansförbundet. Hon startade handelsbolaget Management i Norr i Luleå tillsammans med Brynolf Tjärner 1984. Hon är även frilansjournalist.
Hon har varit ordförande för en taxeringsnämnd. Hon har arbetat vid Sveriges Personaladministrativa Förening (idag Sveriges HR Förening) som facklig ordförande och ledamot, som ledamot i centralstyrelsen och som distriktsordförande.
Hon är dotter till brandmästaren Henry Eriksson och Majken, född Hjalmarsson.